# ニコライ・バランスキー
ニコライ・ニコラエヴィッチ・バランスキー（ロシア語: Николай Николаевич Баранский、1881年7月27日（ユリウス暦 7月15日） - 1963年11月20日）は、ソビエト連邦時代のロシアの経済地理学者、ソビエト地域学校経済地理学部の創設者であり、ソビエト社会主義共和国連邦科学アカデミー通信会員（1939年）、社会主義労働英雄（1962年）、スターリン国家賞（1952年）受賞者である。

## 経歴
ニコライ・バランスキーは、トムスクの教師の一家に生まれた。1898年、ロシア社会民主労働党に入党した。1899年、グラマー・スクールを金メダルを得て卒業し、トムスク大学法学部に入学した。学生となって学びながら、彼は社会運動に関わり続けた。1901年には、学生たちによる示威行為に関わったとして退学処分になった。その直後に、最初の地理学論文を書いたが、これはバルナウル地区の集落における、移住者の資産による階層化に関する内容で、1907年に公刊された。
1902年、シベリアの社会民主主義者のグループに加わり、それが後にシベリア社会民主同盟委員会に合流した。1906年から1908年にかけては、革命活動に挺身し、3回も逮捕され、投獄期間は長きに及んだ。監獄から釈放された後、彼は党を離れ、ウファに住んだ。1910年から1914年にかけて、バランスキーは、モスクワ商科大学の経済学部に学んだ。卒業後、彼はゼムゴールの委員会に勤務した。1917年、彼はメンシェヴィキ国際派の一員となったが、1920年にはボリシェヴィキに転じた。
1919年から1920年にかけて、彼は最高国民経済会議で働いた。
バランスキーは、地域経済地理学や都市地理学の分野で研究を主導した。 バランスキーは、ソ連時代の中等教育のためにいくつもの経済地理学の教科書を著し、社会経済地理学や経済地図学の業績を残した。
ニコライ・バランスキーは、レーニン勲章を3度、その他の勲章を2度受章し、さらに様々なメダルを与えられた。彼はモスクワで死去し、ノヴォデヴィチー墓地に埋葬された。トムスクでは、彼が住んでいた家に、記念板が設置されている。択捉島の火山のひとつ（指臼岳：ロシア名が Вулкан Баранского）と、アルマトイの街路のひとつには、彼を讃えてその名が付けられている。

## 教職、研究職
- 1920年 - 1921年：シベリアの高級党学校で教えるが、1921年にモスクワへ移り、様々な教育機関で教える。
- 1921年 - 1929年：高級党学校
- 1927年 - 1930年：第二モスクワ大学（ロシア語版）で、セルゲイ・ウラジミロヴィッチ・ベルンシュテイン＝コガン（ロシア語版）が創設した経済地理学講座の教授となる。
- 1929年：バランスキーは、モスクワ大学地理学部（ロシア語版）にロシア経済社会地理学科（ロシア語版）を開設し[2]、1929年から1941年にかけて、次いで1943年から1946年にかけて、学科長を務めた。また、1934年には外国社会経済地理学科も開設した[3]。
- 1933年 - 1938年：ソビエト連邦科学アカデミー世界経済国際関係研究所（ロシア語版）、経済地理学教授。
- 1936年 - 1940年：第二モスクワ大学、経済地理学教授。

1939年、バランスキーは、ソビエト社会主義共和国連邦科学アカデミー通信会員に選出された。1946年にはアカデミーの正会員に推されたが、彼は推薦を辞退し、代わりにレフ・セミョーノヴィチ・ベルグを推した。

## 経済地理学
バランスキーは、「経済地理」にあたる概念を最初に用いたのは1760年代に「Экономическая география」としてこれに言及したミハイル・ロモノーソフであるとしていた。
バランスキーは、スターリンが支配者であった時期にも一貫して活動していた。興味深いことに、後に自然改造計画を政策として打ち出していくスターリンの自然環境観に背くような主張を、バランスキーはいち早く1940年代から展開していた。バランスキーが率直に主張を展開した背景には、彼が非常に高名な経済地理学者であったということに加え、レーニンの親しい友人であったという事実があったともいう。

## おもな業績
- Экономическая география СССР: обзор по областям Госплана. М.; Л.: Гиз, 1926
- Краткий курс экономической географии. М.; Л.: Гиз, 1928.
- География СССР: Учебник для средней школы. М.: Учпедгиз, 1933.
- Экономическая география США.: Ч. 1: Общий обзор. — М.: Институт международных. отношений, 1946.
- Исторический обзор учебников географии (1876—1934). — М.: Географгиз, 1954.
- Экономическая география в средней школе. Экономическая география в высшей школе: Сб. статей.- М.: Географгиз, 1957.
- Экономическая география. Экономическая картография.- М.: Географгиз, 1956 (2-е изд. 1960).
- Методика преподавания экономической географии. — М.: Учпедгиз, 1960 (2-е изд. — 1990).
- Избранные труды. Становление советской экономической географии. — М.: Мысль, 1980.
- Избранные труды. Научные проблемы географии. — М.: Мысль, 1980.
- Моя жизнь в экономгеографии. — М.: Изд-во Моск. ун-та, 2001.

## 栄誉
- 社会主義労働英雄、レーニン勲章、「金槌と鎌」金メダル（ソビエト連邦最高会議幹部会議長令による、1962年3月28日） - 経済地理学の発展への卓越した業績に対して
- レーニン勲章3度（1946年、1953年、1962年）
- 労働赤旗勲章（1945年）
- 栄誉勲章（ロシア語版）（1940年）
- ロシア・ソビエト連邦社会主義共和国栄誉科学者（1943年）
- スターリン国家賞（1952年）
- ピョートル・セミョーノフ＝チャン＝シャンスキイ記念金メダル（1951年）